# Andrew White
Andrew White (også kaldet Andrew "Whitey" White) (født i 1974) i Garfoth, Leeds, England er en engelsk musiker og deltager i det engelske indierockband Kaiser Chiefs.
White var oprindeligt medlem af Runston Parva, som senere fik navnet Parva, der udviklede sig til Kaiser Chiefs.
White gik på Garfoth Community College og senere på Leeds Metropolitan University, hvor han erhvervede en HND-grad (Higher National Diploma), han en tidligere BMX-vinder.
Han gik på Garfoth Community College og senere på Leeds Metropolitan University, hvor han fik en HND-grad (Higher National Diploma), udover det er han en tidligere BMX-vinder.
Whitey er venstrehåndet og vegetar.[kilde mangler]